# Präsidentschafts- und Parlamentswahl in Guatemala 2011
Bei der Präsidentschaftswahl in Guatemala 2011 wurde der Ex-General Otto Pérez Molina zum neuen Präsidenten gewählt. In der Stichwahl am 6. November erhielt er 54 % der Stimmen, während sein Kontrahent Manuel Baldizón auf 45 % kam.

## Ergebnis

### Präsidentschaftswahl
| Kandidaten                         | Kandidaten            | Parteien                                     | 1. Wahlgang | 1. Wahlgang | 2. Wahlgang | 2. Wahlgang |
| Kandidaten                         | Kandidaten            | Parteien                                     | Stimmen     | %           | Stimmen     | %           |
| ---------------------------------- | --------------------- | -------------------------------------------- | ----------- | ----------- | ----------- | ----------- |
|                                    | Otto Pérez Molina     | Partido Patriota                             | 1.604.472   | 36,0        | 2.300.998   | 53,7        |
|                                    | Manuel Baldizón       | Libertad Democrática Renovada                | 1.016.340   | 22,8        | 1.981.048   | 46,3        |
|                                    | Eduardo Suger         | Compromiso, Renovación y Orden               | 737.452     | 16,6        |             |             |
|                                    | Mario Estrada         | Unión del Cambio Nacional                    | 387.001     | 8,7         |             |             |
|                                    | Harold Caballeros     | Visión con Valores                           | 277.365     | 6,2         |             |             |
|                                    | Rigoberta Menchú      | Encuentro por Guatemala – Winaq – URNG – ANN | 145.080     | 3,3         |             |             |
|                                    | Juan Gutiérrez        | Partido de Avanzada Nacional                 | 122.800     | 2,8         |             |             |
|                                    | Patricia Escobar      | Partido Unionista                            | 97.498      | 2,2         |             |             |
|                                    | Alejandro Giammattei  | Centro de Acción Social                      | 46.875      | 1,1         |             |             |
|                                    | Adela de Torrebiarte  | Acción de Desarrollo Nacional                | 19.049      | 0,4         |             |             |
| Gesamt                             | Gesamt                | Gesamt                                       | 4.453.932   | 100         | 4.282.046   | 100         |
|                                    |                       |                                              |             |             |             |             |
| Leere Stimmzettel                  | Leere Stimmzettel     | Leere Stimmzettel                            | 386.577     | 7,6         | 44.400      | 1,0         |
| Ungültige Stimmzettel              | Ungültige Stimmzettel | Ungültige Stimmzettel                        | 214.674     | 4,2         | 125.040     | 2,8         |
| Wähler                             | Wähler                | Wähler                                       | 5.055.183   | 68,9        | 4.451.486   | 60,6        |
| Wahlberechtigte                    | Wahlberechtigte       | Wahlberechtigte                              | 7.340.841   |             | 7.340.841   |             |
|                                    |                       |                                              |             |             |             |             |
| Quelle: Tribunal Supremo Electoral |                       |                                              |             |             |             |             |

### Parlamentswahl
| Listen                                                                                             | Listen           | Provinzialstimmen | Provinzialstimmen | Provinzialstimmen | Nationalstimmen | Nationalstimmen | Nationalstimmen | Mandate Gesamt |
| Listen                                                                                             | Listen           | Stimmen           | %                 | Mandate           | Stimmen         | %               | Mandate         | Mandate Gesamt |
| -------------------------------------------------------------------------------------------------- | ---------------- | ----------------- | ----------------- | ----------------- | --------------- | --------------- | --------------- | -------------- |
| | Partido Patriota | –                 | –                 | 48                | 1.160.136       | 26,6            | 9               | 57             |
| Gesamt                                                                                             | Gesamt           | 0                 | 100               | 127               | 4.358.194       | 100             | 31              | 158            |
| |                  |                   |                   |                   |                 |                 |                 |                |
| Wahlberechtigte                                                                                    | Wahlberechtigte  | 7.340.841         |                   |                   | 7.340.841       |                 |                 |                |
| |                  |                   |                   |                   |                 |                 |                 |                |
| Quellen: Tribunal Supremo Electoral, Nationalstimmen – Provinzialstimmen: Summe nach Departamentos |                  |                   |                   |                   |                 |                 |                 |                |